# Albi di Dylan Dog
Albi pubblicati nella serie regolare del fumetto Dylan Dog. La collana ha periodicità mensile e una foliazione di 96 pagine.
| Indice 1986 1987 1988 1989 1990 1991 1992 1993 1994 1995 1996 1997 1998 1999 2000 2001 2002 2003 2004 2005 2006 2007 2008 2009 2010 2011 2012 2013 2014 2015 2016 2017 2018 2019 2020 2021 2022 2023 2024 2025 |

## 1986
| Nr. | Titolo                    | Mese di pubblicazione | Soggetto       | Sceneggiatura  | Disegni                               | Copertina     |
| --- | ------------------------- | --------------------- | -------------- | -------------- | ------------------------------------- | ------------- |
| 1   | L'alba dei morti viventi  | ottobre               | Tiziano Sclavi | Tiziano Sclavi | Angelo Stano                          | Claudio Villa |
| 2   | Jack lo Squartatore       | novembre              | Tiziano Sclavi | Tiziano Sclavi | Gustavo Trigo                         | Claudio Villa |
| 3   | Le notti della luna piena | dicembre              | Tiziano Sclavi | Tiziano Sclavi | Giuseppe Montanari & Ernesto Grassani | Claudio Villa |

## 1987
| Nr. | Titolo                    | Mese di pubblicazione | Soggetto       | Sceneggiatura       | Disegni                               | Copertina     |
| --- | ------------------------- | --------------------- | -------------- | ------------------- | ------------------------------------- | ------------- |
| 4   | Il fantasma di Anna Never | gennaio               | Tiziano Sclavi | Tiziano Sclavi      | Corrado Roi                           | Claudio Villa |
| 5   | Gli Uccisori              | febbraio              | Tiziano Sclavi | Tiziano Sclavi      | Luca Dell'Uomo                        | Claudio Villa |
| 6   | La bellezza del Demonio   | marzo                 | Tiziano Sclavi | Tiziano Sclavi      | Gustavo Trigo                         | Claudio Villa |
| 7   | La Zona del Crepuscolo    | aprile                | Tiziano Sclavi | Tiziano Sclavi      | Giuseppe Montanari & Ernesto Grassani | Claudio Villa |
| 8   | Il ritorno del mostro     | maggio                | Tiziano Sclavi | Tiziano Sclavi      | Luigi Piccatto                        | Claudio Villa |
| 9   | Alfa e Omega              | giugno                | Tiziano Sclavi | Tiziano Sclavi      | Corrado Roi                           | Claudio Villa |
| 10  | Attraverso lo specchio    | luglio                | Tiziano Sclavi | Tiziano Sclavi      | Giampiero Casertano                   | Claudio Villa |
| 11  | Diabolo il grande         | agosto                | Tiziano Sclavi | Tiziano Sclavi      | Luca Dell'Uomo                        | Claudio Villa |
| 12  | Killer!                   | settembre             | Tiziano Sclavi | Tiziano Sclavi      | Giuseppe Montanari & Ernesto Grassani | Claudio Villa |
| 13  | Vivono tra noi            | ottobre               | Tiziano Sclavi | Giuseppe Ferrandino | Gustavo Trigo                         | Claudio Villa |
| 14  | Fra la vita e la morte    | novembre              | Tiziano Sclavi | Luigi Mignacco      | Luigi Piccatto                        | Claudio Villa |
| 15  | Canale 666                | dicembre              | Tiziano Sclavi | Tiziano Sclavi      | Carlo Ambrosini                       | Claudio Villa |

## 1988
| Nr. | Titolo                  | Mese di pubblicazione | Soggetto                            | Sceneggiatura       | Disegni                               | Copertina     |
| --- | ----------------------- | --------------------- | ----------------------------------- | ------------------- | ------------------------------------- | ------------- |
| 16  | Il castello della paura | gennaio               | Tiziano Sclavi                      | Tiziano Sclavi      | Giuseppe Montanari & Ernesto Grassani | Claudio Villa |
| 17  | La Dama in Nero         | febbraio              | Tiziano Sclavi                      | Tiziano Sclavi      | Giuseppe Montanari & Ernesto Grassani | Claudio Villa |
| 18  | Cagliostro!             | marzo                 | Tiziano Sclavi                      | Tiziano Sclavi      | Luigi Piccatto                        | Claudio Villa |
| 19  | Memorie dall'invisibile | aprile                | Tiziano Sclavi                      | Tiziano Sclavi      | Giampiero Casertano                   | Claudio Villa |
| 20  | Dal profondo            | maggio                | Tiziano Sclavi & Alfredo Castelli   | Alfredo Castelli    | Corrado Roi                           | Claudio Villa |
| 21  | Giorno maledetto        | giugno                | Tiziano Sclavi & Marcello Toninelli | Marcello Toninelli  | Giuseppe Montanari & Ernesto Grassani | Claudio Villa |
| 22  | Il tunnel dell'orrore   | luglio                | Tiziano Sclavi                      | Tiziano Sclavi      | Giuseppe Montanari & Ernesto Grassani | Claudio Villa |
| 23  | L'isola misteriosa      | agosto                | Tiziano Sclavi                      | Tiziano Sclavi      | Carlo Ambrosini                       | Claudio Villa |
| 24  | I conigli rosa uccidono | settembre             | Luigi Mignacco                      | Luigi Mignacco      | Luigi Piccatto & Cesare Valeri        | Claudio Villa |
| 25  | Morgana                 | ottobre               | Tiziano Sclavi                      | Tiziano Sclavi      | Angelo Stano                          | Claudio Villa |
| 26  | Dopo mezzanotte         | novembre              | Tiziano Sclavi                      | Tiziano Sclavi      | Giampiero Casertano                   | Claudio Villa |
| 27  | Ti ho visto morire      | dicembre              | Giuseppe Ferrandino                 | Giuseppe Ferrandino | Corrado Roi                           | Claudio Villa |

## 1989
| Nr. | Titolo                              | Mese di pubblicazione | Soggetto                                  | Sceneggiatura                             | Disegni                               | Copertina     |
| --- | ----------------------------------- | --------------------- | ----------------------------------------- | ----------------------------------------- | ------------------------------------- | ------------- |
| 28  | Lama di rasoio                      | gennaio               | Tiziano Sclavi                            | Tiziano Sclavi                            | Ferdinando Tacconi                    | Claudio Villa |
| 29  | Quando la città dorme               | febbraio              | Michele Medda, Antonio Serra & Bepi Vigna | Michele Medda, Antonio Serra & Bepi Vigna | Giuseppe Montanari & Ernesto Grassani | Claudio Villa |
| 30  | La casa infestata                   | marzo                 | Tiziano Sclavi                            | Tiziano Sclavi                            | Claudio Castellini                    | Claudio Villa |
| 31  | Grand Guignol                       | aprile                | Tiziano Sclavi                            | Tiziano Sclavi                            | Luigi Piccatto                        | Claudio Villa |
| 32  | Ossessione                          | maggio                | Tiziano Sclavi                            | Tiziano Sclavi                            | Giuseppe Montanari & Ernesto Grassani | Claudio Villa |
| 33  | Jekyll!                             | giugno                | Tiziano Sclavi                            | Tiziano Sclavi                            | Corrado Roi                           | Claudio Villa |
| 34  | Il buio                             | luglio                | Claudio Chiaverotti                       | Claudio Chiaverotti                       | Pietro Dall'Agnol                     | Claudio Villa |
| 35  | La scogliera degli spettri          | agosto                | Michele Medda, Antonio Serra & Bepi Vigna | Michele Medda, Antonio Serra & Bepi Vigna | Carlo Ambrosini                       | Claudio Villa |
| 36  | Incubo di una notte di mezza estate | settembre             | Claudio Chiaverotti                       | Claudio Chiaverotti                       | Giuseppe Montanari & Ernesto Grassani | Claudio Villa |
| 37  | Il sogno della tigre                | ottobre               | Luigi Mignacco                            | Luigi Mignacco                            | Luigi Piccatto                        | Claudio Villa |
| 38  | Una voce dal nulla                  | novembre              | Luigi Mignacco                            | Luigi Mignacco                            | Giuseppe Montanari & Ernesto Grassani | Claudio Villa |
| 39  | Il Signore del Silenzio             | dicembre              | Giuseppe Ferrandino                       | Giuseppe Ferrandino                       | Giampiero Casertano                   | Claudio Villa |

## 1990
| Nr. | Titolo                | Mese di pubblicazione | Soggetto                                  | Sceneggiatura                             | Disegni                               | Copertina     |
| --- | --------------------- | --------------------- | ----------------------------------------- | ----------------------------------------- | ------------------------------------- | ------------- |
| 40  | Accadde domani        | gennaio               | Tiziano Sclavi                            | Tiziano Sclavi                            | Giovanni Freghieri                    | Claudio Villa |
| 41  | Golconda!             | febbraio              | Tiziano Sclavi                            | Tiziano Sclavi                            | Luigi Piccatto                        | Claudio Villa |
| 42  | La iena               | marzo                 | Tiziano Sclavi                            | Tiziano Sclavi                            | Ferdinando Tacconi                    | Angelo Stano  |
| 43  | Storia di Nessuno     | aprile                | Tiziano Sclavi                            | Tiziano Sclavi                            | Angelo Stano                          | Angelo Stano  |
| 44  | Riflessi di morte     | maggio                | Marcello Toninelli                        | Marcello Toninelli                        | Giuseppe Montanari & Ernesto Grassani | Angelo Stano  |
| 45  | Goblin                | giugno                | Claudio Chiaverotti                       | Claudio Chiaverotti                       | Pietro Dall'Agnol                     | Angelo Stano  |
| 46  | Inferni               | luglio                | Tiziano Sclavi                            | Tiziano Sclavi                            | Carlo Ambrosini                       | Angelo Stano  |
| 47  | Scritto con il sangue | agosto                | Claudio Chiaverotti                       | Claudio Chiaverotti                       | Giuseppe Montanari & Ernesto Grassani | Angelo Stano  |
| 48  | Horror Paradise       | settembre             | Michele Medda, Antonio Serra & Bepi Vigna | Michele Medda, Antonio Serra & Bepi Vigna | Claudio Castellini                    | Angelo Stano  |
| 49  | Il mistero del Tamigi | ottobre               | Claudio Chiaverotti                       | Claudio Chiaverotti                       | Corrado Roi                           | Angelo Stano  |
| 50  | Ai confini del tempo  | novembre              | Tiziano Sclavi                            | Tiziano Sclavi                            | Luigi Piccatto                        | Angelo Stano  |
| 51  | Il Male               | dicembre              | Tiziano Sclavi                            | Tiziano Sclavi                            | Bruno Brindisi                        | Angelo Stano  |

## 1991
| Nr. | Titolo                  | Mese di pubblicazione | Soggetto            | Sceneggiatura       | Disegni                               | Copertina    |
| --- | ----------------------- | --------------------- | ------------------- | ------------------- | ------------------------------------- | ------------ |
| 52  | Il Marchio Rosso        | gennaio               | Tiziano Sclavi      | Tiziano Sclavi      | Gianluigi Coppola                     | Angelo Stano |
| 53  | La Regina delle Tenebre | febbraio              | Claudio Chiaverotti | Claudio Chiaverotti | Giuseppe Montanari & Ernesto Grassani | Angelo Stano |
| 54  | Delirium                | marzo                 | Claudio Chiaverotti | Claudio Chiaverotti | Giovanni Freghieri                    | Angelo Stano |
| 55  | La mummia               | aprile                | Claudio Chiaverotti | Claudio Chiaverotti | Pietro Dall'Agnol                     | Angelo Stano |
| 56  | Ombre                   | maggio                | Tiziano Sclavi      | Tiziano Sclavi      | Ugolino Cossu                         | Angelo Stano |
| 57  | Ritorno al crepuscolo   | giugno                | Tiziano Sclavi      | Tiziano Sclavi      | Giuseppe Montanari & Ernesto Grassani | Angelo Stano |
| 58  | La clessidra di pietra  | luglio                | Claudio Chiaverotti | Claudio Chiaverotti | Corrado Roi                           | Angelo Stano |
| 59  | Gente che scompare      | agosto                | Tiziano Sclavi      | Tiziano Sclavi      | Gianluigi Coppola                     | Angelo Stano |
| 60  | Frankenstein!           | settembre             | Claudio Chiaverotti | Claudio Chiaverotti | Giovanni Freghieri                    | Angelo Stano |
| 61  | Terrore dall'infinito   | ottobre               | Tiziano Sclavi      | Tiziano Sclavi      | Bruno Brindisi                        | Angelo Stano |
| 62  | I vampiri               | novembre              | Tiziano Sclavi      | Tiziano Sclavi      | Carlo Ambrosini                       | Angelo Stano |
| 63  | Maelstrom!              | dicembre              | Tiziano Sclavi      | Tiziano Sclavi      | Luigi Piccatto                        | Angelo Stano |

## 1992
| Nr. | Titolo                     | Mese di pubblicazione | Soggetto            | Sceneggiatura       | Disegni                               | Copertina    |
| --- | -------------------------- | --------------------- | ------------------- | ------------------- | ------------------------------------- | ------------ |
| 64  | I segreti di Ramblyn       | gennaio               | Tiziano Sclavi      | Tiziano Sclavi      | Giuseppe Montanari & Ernesto Grassani | Angelo Stano |
| 65  | La belva delle caverne     | febbraio              | Tiziano Sclavi      | Tiziano Sclavi      | Giuseppe Montanari & Ernesto Grassani | Angelo Stano |
| 66  | Partita con la morte       | marzo                 | Claudio Chiaverotti | Claudio Chiaverotti | Corrado Roi                           | Angelo Stano |
| 67  | L'uomo che visse due volte | aprile                | Tiziano Sclavi      | Tiziano Sclavi      | Andrea Venturi                        | Angelo Stano |
| 68  | Lo spettro nel buio        | maggio                | Claudio Chiaverotti | Claudio Chiaverotti | Luigi Piccatto                        | Angelo Stano |
| 69  | Caccia alle streghe        | giugno                | Tiziano Sclavi      | Tiziano Sclavi      | Pietro Dall'Agnol                     | Angelo Stano |
| 70  | Il bosco degli assassini   | luglio                | Claudio Chiaverotti | Claudio Chiaverotti | Gianluigi Coppola                     | Angelo Stano |
| 71  | I delitti della Mantide    | agosto                | Claudio Chiaverotti | Claudio Chiaverotti | Bruno Brindisi                        | Angelo Stano |
| 72  | L'ultimo plenilunio        | settembre             | Mauro Marcheselli   | Tiziano Sclavi      | Giuseppe Montanari & Ernesto Grassani | Angelo Stano |
| 73  | Armageddon!                | ottobre               | Claudio Chiaverotti | Claudio Chiaverotti | Giovanni Freghieri                    | Angelo Stano |
| 74  | Il lungo addio             | novembre              | Mauro Marcheselli   | Tiziano Sclavi      | Carlo Ambrosini                       | Angelo Stano |
| 75  | Il tagliagole              | dicembre              | Tiziano Sclavi      | Tiziano Sclavi      | Gianluigi Coppola                     | Angelo Stano |

## 1993
| Nr. | Titolo                      | Mese di pubblicazione | Soggetto            | Sceneggiatura       | Disegni                               | Copertina    |
| --- | --------------------------- | --------------------- | ------------------- | ------------------- | ------------------------------------- | ------------ |
| 76  | Maledizione nera            | gennaio               | Tiziano Sclavi      | Tiziano Sclavi      | Ferdinando Tacconi                    | Angelo Stano |
| 77  | L'ultimo uomo sulla Terra   | febbraio              | Tiziano Sclavi      | Tiziano Sclavi      | Corrado Roi                           | Angelo Stano |
| 77  | Incubus                     | febbraio              | Tiziano Sclavi      | Tiziano Sclavi      | Luigi Piccatto                        | Angelo Stano |
| 78  | I killer venuti dal buio    | marzo                 | Claudio Chiaverotti | Claudio Chiaverotti | Luigi Siniscalchi                     | Angelo Stano |
| 79  | La Fata del Male            | aprile                | Claudio Chiaverotti | Claudio Chiaverotti | Roberto Rinaldi                       | Angelo Stano |
| 80  | Il cervello di Killex       | maggio                | Tiziano Sclavi      | Tiziano Sclavi      | Giampiero Casertano                   | Angelo Stano |
| 81  | Johnny Freak                | giugno                | Mauro Marcheselli   | Tiziano Sclavi      | Andrea Venturi                        | Angelo Stano |
| 82  | Lontano dalla luce          | luglio                | Claudio Chiaverotti | Claudio Chiaverotti | Pietro Dall'Agnol                     | Angelo Stano |
| 83  | Doktor Terror               | agosto                | Tiziano Sclavi      | Tiziano Sclavi      | Gianluigi Coppola                     | Angelo Stano |
| 84  | Zed                         | settembre             | Tiziano Sclavi      | Tiziano Sclavi      | Bruno Brindisi                        | Angelo Stano |
| 85  | Fantasmi                    | ottobre               | Claudio Chiaverotti | Claudio Chiaverotti | Luigi Siniscalchi                     | Angelo Stano |
| 86  | Storia di un povero diavolo | novembre              | Luigi Mignacco      | Luigi Mignacco      | Giuseppe Montanari & Ernesto Grassani | Angelo Stano |
| 87  | Feste di sangue             | dicembre              | Claudio Chiaverotti | Claudio Chiaverotti | Roberto Rinaldi                       | Angelo Stano |

## 1994
| Nr. | Titolo                         | Mese di pubblicazione | Soggetto             | Sceneggiatura        | Disegni                               | Copertina    |
| --- | ------------------------------ | --------------------- | -------------------- | -------------------- | ------------------------------------- | ------------ |
| 88  | Oltre la morte                 | gennaio               | Mauro Marcheselli    | Tiziano Sclavi       | Marco Soldi                           | Angelo Stano |
| 89  | I cavalieri del tempo          | febbraio              | Claudio Chiaverotti  | Claudio Chiaverotti  | Bruno Brindisi                        | Angelo Stano |
| 90  | Titanic                        | marzo                 | Claudio Chiaverotti  | Claudio Chiaverotti  | Luigi Piccatto                        | Angelo Stano |
| 91  | Metamorfosi                    | aprile                | Claudio Chiaverotti  | Claudio Chiaverotti  | Giuseppe Montanari & Ernesto Grassani | Angelo Stano |
| 92  | Il mosaico dell'orrore         | maggio                | Claudio Chiaverotti  | Claudio Chiaverotti  | Corrado Roi                           | Angelo Stano |
| 93  | Presenze...                    | giugno                | Claudio Chiaverotti  | Claudio Chiaverotti  | Giovanni Freghieri                    | Angelo Stano |
| 94  | La donna che uccide il passato | luglio                | Claudio Chiaverotti  | Claudio Chiaverotti  | Bruno Brindisi                        | Angelo Stano |
| 95  | I giorni dell'incubo           | agosto                | Gianfranco Manfredi  | Gianfranco Manfredi  | Luigi Siniscalchi                     | Angelo Stano |
| 96  | La sfida                       | settembre             | Claudio Chiaverotti  | Claudio Chiaverotti  | Giuseppe Montanari & Ernesto Grassani | Angelo Stano |
| 97  | Dietro il sipario              | ottobre               | Carlo Ambrosini      | Carlo Ambrosini      | Carlo Ambrosini                       | Angelo Stano |
| 98  | Lo sguardo di Satana           | novembre              | Claudio Chiaverotti  | Claudio Chiaverotti  | Pietro Dall'Agnol                     | Angelo Stano |
| 99  | Sinfonia mortale               | dicembre              | Michelangelo La Neve | Michelangelo La Neve | Ugolino Cossu                         | Angelo Stano |

## 1995
| Nr. | Titolo                        | Mese di pubblicazione | Soggetto             | Sceneggiatura        | Disegni                               | Copertina    |
| --- | ----------------------------- | --------------------- | -------------------- | -------------------- | ------------------------------------- | ------------ |
| 100 | La storia di Dylan Dog        | gennaio               | Tiziano Sclavi       | Tiziano Sclavi       | Angelo Stano                          | Angelo Stano |
| 101 | La porta dell'Inferno         | febbraio              | Gianfranco Manfredi  | Gianfranco Manfredi  | Giovanni Freghieri                    | Angelo Stano |
| 102 | Fratelli di un altro tempo    | marzo                 | Luigi Mignacco       | Luigi Mignacco       | Corrado Roi                           | Angelo Stano |
| 103 | I demoni                      | aprile                | Claudio Chiaverotti  | Claudio Chiaverotti  | Giampiero Casertano                   | Angelo Stano |
| 104 | Notte senza fine              | maggio                | Michelangelo La Neve | Michelangelo La Neve | Giuseppe Montanari & Ernesto Grassani | Angelo Stano |
| 105 | L'orrenda invasione           | giugno                | Gianfranco Manfredi  | Gianfranco Manfredi  | Luigi Siniscalchi                     | Angelo Stano |
| 106 | La rivolta delle macchine     | luglio                | Claudio Chiaverotti  | Claudio Chiaverotti  | Ferdinando Tacconi                    | Angelo Stano |
| 107 | Il paese delle ombre colorate | agosto                | Luigi Mignacco       | Luigi Mignacco       | Luigi Piccatto                        | Angelo Stano |
| 108 | Il guardiano della memoria    | settembre             | Carlo Ambrosini      | Carlo Ambrosini      | Carlo Ambrosini                       | Angelo Stano |
| 109 | Il volo dello struzzo         | ottobre               | Mauro Marcheselli    | Tiziano Sclavi       | Giovanni Freghieri                    | Angelo Stano |
| 110 | Aracne                        | novembre              | Gianfranco Manfredi  | Gianfranco Manfredi  | Corrado Roi                           | Angelo Stano |
| 111 | La profezia                   | dicembre              | Gianfranco Manfredi  | Gianfranco Manfredi  | Corrado Roi                           | Angelo Stano |

## 1996
| Nr. | Titolo                     | Mese di pubblicazione | Soggetto            | Sceneggiatura       | Disegni             | Copertina    |
| --- | -------------------------- | --------------------- | ------------------- | ------------------- | ------------------- | ------------ |
| 112 | Incontri ravvicinati       | gennaio               | Gianluigi Gonano    | Gianluigi Gonano    | Bruno Brindisi      | Angelo Stano |
| 113 | La metà oscura             | febbraio              | Tiziano Sclavi      | Tiziano Sclavi      | Giampiero Casertano | Angelo Stano |
| 114 | La prigione di carta       | marzo                 | Michele Medda       | Michele Medda       | Luigi Piccatto      | Angelo Stano |
| 115 | L'antro della belva        | aprile                | Claudio Chiaverotti | Claudio Chiaverotti | Ugolino Cossu       | Angelo Stano |
| 116 | La governante              | maggio                | Gianfranco Manfredi | Gianfranco Manfredi | Luigi Siniscalchi   | Angelo Stano |
| 117 | La quinta stagione         | giugno                | Tiziano Sclavi      | Tiziano Sclavi      | Luigi Piccatto      | Angelo Stano |
| 118 | Il gioco del destino       | luglio                | Claudio Chiaverotti | Claudio Chiaverotti | Andrea Venturi      | Angelo Stano |
| 119 | L'occhio del gatto         | agosto                | Tiziano Sclavi      | Tiziano Sclavi      | Franco Saudelli     | Angelo Stano |
| 120 | Abyss                      | settembre             | Magda Balsamo       | Tiziano Sclavi      | Giampiero Casertano | Angelo Stano |
| 121 | Finché morte non vi separi | ottobre               | Mauro Marcheselli   | Tiziano Sclavi      | Bruno Brindisi      | Angelo Stano |
| 122 | Il confine                 | novembre              | Claudio Chiaverotti | Claudio Chiaverotti | Pietro Dall'Agnol   | Angelo Stano |
| 123 | Phoenix                    | dicembre              | Tiziano Sclavi      | Tiziano Sclavi      | Nicola Mari         | Angelo Stano |

## 1997
| Nr. | Titolo                    | Mese di pubblicazione | Soggetto            | Sceneggiatura       | Disegni                               | Copertina    |
| --- | ------------------------- | --------------------- | ------------------- | ------------------- | ------------------------------------- | ------------ |
| 124 | Il Picco della Strega     | gennaio               | Claudio Chiaverotti | Claudio Chiaverotti | Giovanni Freghieri                    | Angelo Stano |
| 125 | Tre per zero              | febbraio              | Tiziano Sclavi      | Tiziano Sclavi      | Bruno Brindisi                        | Angelo Stano |
| 126 | La Morte Rossa            | marzo                 | Gianfranco Manfredi | Gianfranco Manfredi | Corrado Roi                           | Angelo Stano |
| 127 | Il cuore di Johnny        | aprile                | Mauro Marcheselli   | Tiziano Sclavi      | Giampiero Casertano                   | Angelo Stano |
| 128 | Il richiamo della foresta | maggio                | Pasquale Ruju       | Pasquale Ruju       | Luigi Piccatto                        | Angelo Stano |
| 129 | Il ritorno di Killex      | giugno                | Tiziano Sclavi      | Tiziano Sclavi      | Corrado Roi                           | Angelo Stano |
| 130 | Il negromante             | luglio                | Pasquale Ruju       | Pasquale Ruju       | Giuseppe Montanari & Ernesto Grassani | Angelo Stano |
| 131 | Quando cadono le stelle   | agosto                | Tiziano Sclavi      | Tiziano Sclavi      | Bruno Brindisi                        | Angelo Stano |
| 132 | L'uomo che vende il tempo | settembre             | Claudio Chiaverotti | Claudio Chiaverotti | Ugolino Cossu                         | Angelo Stano |
| 133 | Ananga!                   | ottobre               | Tiziano Sclavi      | Tiziano Sclavi      | Giovanni Freghieri                    | Angelo Stano |
| 134 | L'urlo del giaguaro       | novembre              | Tiziano Sclavi      | Tiziano Sclavi      | Giovanni Freghieri                    | Angelo Stano |
| 135 | Scanner                   | dicembre              | Pasquale Ruju       | Pasquale Ruju       | Corrado Roi                           | Angelo Stano |

## 1998
| Nr. | Titolo                   | Mese di pubblicazione | Soggetto            | Sceneggiatura       | Disegni              | Copertina    |
| --- | ------------------------ | --------------------- | ------------------- | ------------------- | -------------------- | ------------ |
| 136 | Lassù qualcuno ci chiama | gennaio               | Tiziano Sclavi      | Tiziano Sclavi      | Bruno Brindisi       | Angelo Stano |
| 137 | La città perduta         | febbraio              | Giuseppe De Nardo   | Giuseppe De Nardo   | Daniele Bigliardo    | Angelo Stano |
| 138 | Cattivi pensieri         | marzo                 | Tiziano Sclavi      | Tiziano Sclavi      | Ugolino Cossu        | Angelo Stano |
| 139 | Hook l'implacabile       | aprile                | Pasquale Ruju       | Pasquale Ruju       | Maurizio Di Vincenzo | Angelo Stano |
| 140 | Verso un mondo lontano   | maggio                | Tiziano Sclavi      | Tiziano Sclavi      | Luigi Piccatto       | Angelo Stano |
| 141 | L'Angelo Sterminatore    | giugno                | Pasquale Ruju       | Pasquale Ruju       | Nicola Mari          | Angelo Stano |
| 142 | Anima nera               | luglio                | Claudio Chiaverotti | Claudio Chiaverotti | Bruno Brindisi       | Angelo Stano |
| 143 | Apocalisse               | agosto                | Tiziano Sclavi      | Tiziano Sclavi      | Giampiero Casertano  | Angelo Stano |
| 144 | Belli da morire          | settembre             | Pasquale Ruju       | Pasquale Ruju       | Giovanni Freghieri   | Angelo Stano |
| 145 | Il cane infernale        | ottobre               | Tiziano Sclavi      | Tiziano Sclavi      | Franco Saudelli      | Angelo Stano |
| 146 | Ghost Hotel              | novembre              | Tiziano Sclavi      | Tiziano Sclavi      | Bruno Brindisi       | Angelo Stano |
| 147 | Polvere di stelle        | dicembre              | Pasquale Ruju       | Pasquale Ruju       | Corrado Roi          | Angelo Stano |

## 1999
| Nr. | Titolo                     | Mese di pubblicazione | Soggetto              | Sceneggiatura     | Disegni                               | Copertina    |
| --- | -------------------------- | --------------------- | --------------------- | ----------------- | ------------------------------------- | ------------ |
| 148 | Abissi di follia           | gennaio               | Giuseppe De Nardo     | Giuseppe De Nardo | Giuseppe Montanari & Ernesto Grassani | Angelo Stano |
| 149 | L'alieno                   | febbraio              | Pasquale Ruju         | Pasquale Ruju     | Ugolino Cossu                         | Angelo Stano |
| 150 | Il bacio della vipera      | marzo                 | Pasquale Ruju         | Pasquale Ruju     | Giovanni Freghieri                    | Angelo Stano |
| 151 | Il lago nel cielo          | aprile                | Cristina & Pippo Neri | Tiziano Sclavi    | Bruno Brindisi                        | Angelo Stano |
| 152 | Morte a domicilio          | maggio                | Pasquale Ruju         | Pasquale Ruju     | Giampiero Casertano                   | Angelo Stano |
| 153 | La strada verso il nulla   | giugno                | Carlo Lucarelli       | Tiziano Sclavi    | Giovanni Freghieri                    | Angelo Stano |
| 154 | Il battito del tempo       | luglio                | Michele Medda         | Michele Medda     | Luigi Piccatto                        | Angelo Stano |
| 155 | La nuova stirpe            | agosto                | Pasquale Ruju         | Pasquale Ruju     | Corrado Roi                           | Angelo Stano |
| 156 | Il gigante                 | settembre             | Tiziano Sclavi        | Tiziano Sclavi    | Giampiero Casertano                   | Angelo Stano |
| 157 | Il sonno della ragione     | ottobre               | Paola Barbato         | Paola Barbato     | Bruno Brindisi                        | Angelo Stano |
| 158 | Nato per uccidere          | novembre              | Pasquale Ruju         | Pasquale Ruju     | Maurizio Di Vincenzo                  | Angelo Stano |
| 159 | Percezioni extrasensoriali | dicembre              | Pasquale Ruju         | Pasquale Ruju     | Ugolino Cossu                         | Angelo Stano |

## 2000
| Nr. | Titolo                         | Mese di pubblicazione | Soggetto                       | Sceneggiatura       | Disegni                               | Copertina    |
| --- | ------------------------------ | --------------------- | ------------------------------ | ------------------- | ------------------------------------- | ------------ |
| 160 | Il Druido                      | gennaio               | Pasquale Ruju                  | Pasquale Ruju       | Giovanni Freghieri                    | Angelo Stano |
| 161 | Il sorriso dell'Oscura Signora | febbraio              | Tiziano Sclavi                 | Tiziano Sclavi      | Nicola Mari                           | Angelo Stano |
| 162 | Il dio prigioniero             | marzo                 | Pasquale Ruju                  | Pasquale Ruju       | Daniele Bigliardo                     | Angelo Stano |
| 163 | Il mondo perfetto              | aprile                | Paola Barbato & Tiziano Sclavi | Tiziano Sclavi      | Corrado Roi                           | Angelo Stano |
| 164 | La Donna Urlante               | maggio                | Pasquale Ruju                  | Pasquale Ruju       | Giuseppe Montanari & Ernesto Grassani | Angelo Stano |
| 165 | L'isola dei cani               | giugno                | Mauro Boselli                  | Mauro Boselli       | Giampiero Casertano                   | Angelo Stano |
| 166 | Sopravvivere all'Eden          | luglio                | Pasquale Ruju                  | Pasquale Ruju       | Ugolino Cossu                         | Angelo Stano |
| 167 | Medusa                         | agosto                | Paola Barbato                  | Paola Barbato       | Bruno Brindisi                        | Angelo Stano |
| 168 | Il fiume dell'oblio            | settembre             | Michele Medda                  | Michele Medda       | Maurizio Di Vincenzo                  | Angelo Stano |
| 169 | Lo specchio dell'anima         | ottobre               | Paola Barbato                  | Paola Barbato       | Nicola Mari                           | Angelo Stano |
| 170 | La Piccola Morte               | novembre              | Pasquale Ruju                  | Pasquale Ruju       | Corrado Roi                           | Angelo Stano |
| 171 | Possessione diabolica          | dicembre              | Claudio Chiaverotti            | Claudio Chiaverotti | Giovanni Freghieri                    | Angelo Stano |

## 2001
| Nr. | Titolo                         | Mese di pubblicazione | Soggetto       | Sceneggiatura  | Disegni             | Copertina    |
| --- | ------------------------------ | --------------------- | -------------- | -------------- | ------------------- | ------------ |
| 172 | Memorie dal sottosuolo         | gennaio               | Paola Barbato  | Paola Barbato  | Giampiero Casertano | Angelo Stano |
| 173 | Per un pugno di sterline       | febbraio              | Tiziano Sclavi | Tiziano Sclavi | Bruno Brindisi      | Angelo Stano |
| 174 | Un colpo di sfortuna           | marzo                 | Pasquale Ruju  | Pasquale Ruju  | Giovanni Freghieri  | Angelo Stano |
| 175 | Il seme della follia           | aprile                | Paola Barbato  | Paola Barbato  | Luigi Piccatto      | Angelo Stano |
| 176 | Il "progetto"                  | maggio                | Tiziano Sclavi | Tiziano Sclavi | Giampiero Casertano | Angelo Stano |
| 177 | Il discepolo                   | giugno                | Tito Faraci    | Tito Faraci    | Franco Saudelli     | Angelo Stano |
| 178 | Lettere dall'Inferno           | luglio                | Pasquale Ruju  | Pasquale Ruju  | Ugolino Cossu       | Angelo Stano |
| 179 | La terza faccia della medaglia | agosto                | Michele Medda  | Michele Medda  | Giovanni Freghieri  | Angelo Stano |
| 180 | Notti di caccia                | settembre             | Pasquale Ruju  | Pasquale Ruju  | Nicola Mari         | Angelo Stano |
| 181 | Il marchio del vampiro         | ottobre               | Pasquale Ruju  | Pasquale Ruju  | Nicola Mari         | Angelo Stano |
| 182 | Safarà                         | novembre              | Pasquale Ruju  | Pasquale Ruju  | Giovanni Freghieri  | Angelo Stano |
| 183 | Requiem per un mostro          | dicembre              | Paola Barbato  | Paola Barbato  | Giampiero Casertano | Angelo Stano |

## 2002
| Nr. | Titolo                      | Mese di pubblicazione | Soggetto            | Sceneggiatura       | Disegni             | Copertina    |
| --- | --------------------------- | --------------------- | ------------------- | ------------------- | ------------------- | ------------ |
| 184 | I misteri di Venezia        | gennaio               | Pasquale Ruju       | Pasquale Ruju       | Angelo Stano        | Angelo Stano |
| 185 | Phobia                      | gennaio               | Paola Barbato       | Paola Barbato       | Ugolino Cossu       | Angelo Stano |
| 186 | L'Uomo Nero                 | febbraio              | Luigi Mignacco      | Luigi Mignacco      | Pietro Dall'Agnol   | Angelo Stano |
| 187 | Amori perduti               | marzo                 | Giuseppe De Nardo   | Giuseppe De Nardo   | Bruno Brindisi      | Angelo Stano |
| 188 | Il Labirinto di Bangor      | aprile                | Claudio Chiaverotti | Claudio Chiaverotti | Corrado Roi         | Angelo Stano |
| 189 | Il prezzo della morte       | maggio                | Paola Barbato       | Paola Barbato       | Giovanni Freghieri  | Angelo Stano |
| 190 | Il segreto di Mordecai      | giugno                | Pasquale Ruju       | Pasquale Ruju       | Giampiero Casertano | Angelo Stano |
| 191 | Sciarada                    | luglio                | Paola Barbato       | Paola Barbato       | Luigi Piccatto      | Angelo Stano |
| 192 | Macchie solari              | agosto                | Pasquale Ruju       | Pasquale Ruju       | Bruno Brindisi      | Angelo Stano |
| 193 | L'eterna illusione          | settembre             | Pasquale Ruju       | Pasquale Ruju       | Corrado Roi         | Angelo Stano |
| 194 | La strega di Brentford      | ottobre               | Claudio Chiaverotti | Claudio Chiaverotti | Nicola Mari         | Angelo Stano |
| 195 | Uno strano cliente          | novembre              | Giuseppe De Nardo   | Giuseppe De Nardo   | Ugolino Cossu       | Angelo Stano |
| 196 | Chi ha ucciso Babbo Natale? | dicembre              | Pasquale Ruju       | Pasquale Ruju       | Giampiero Casertano | Angelo Stano |

## 2003
| Nr. | Titolo                       | Mese di pubblicazione | Soggetto            | Sceneggiatura       | Disegni            | Copertina    |
| --- | ---------------------------- | --------------------- | ------------------- | ------------------- | ------------------ | ------------ |
| 197 | I quattro elementi           | gennaio               | Giuseppe De Nardo   | Giuseppe De Nardo   | Fabio Celoni       | Angelo Stano |
| 198 | La legge della giungla       | febbraio              | Michele Medda       | Michele Medda       | Giovanni Freghieri | Angelo Stano |
| 199 | Homo homini lupus            | marzo                 | Michele Medda       | Michele Medda       | Giovanni Freghieri | Angelo Stano |
| 200 | Il numero duecento           | aprile                | Paola Barbato       | Paola Barbato       | Bruno Brindisi     | Angelo Stano |
| 201 | Daisy & Queen                | maggio                | Giuseppe De Nardo   | Giuseppe De Nardo   | Nicola Mari        | Angelo Stano |
| 202 | Il settimo girone            | giugno                | Paola Barbato       | Paola Barbato       | Corrado Roi        | Angelo Stano |
| 203 | La famiglia Milford          | luglio                | Michele Medda       | Michele Medda       | Luigi Piccatto     | Angelo Stano |
| 204 | Resurrezione                 | agosto                | Tito Faraci         | Tito Faraci         | Daniele Bigliardo  | Angelo Stano |
| 205 | Il compagno di scuola        | settembre             | Claudio Chiaverotti | Claudio Chiaverotti | Roberto Rinaldi    | Angelo Stano |
| 206 | Nebbia                       | ottobre               | Paola Barbato       | Paola Barbato       | Bruno Brindisi     | Angelo Stano |
| 207 | Il Tempio della Seconda Vita | novembre              | Giuseppe De Nardo   | Giuseppe De Nardo   | Corrado Roi        | Angelo Stano |
| 208 | Un mondo sconosciuto         | dicembre              | Tito Faraci         | Tito Faraci         | Ugolino Cossu      | Angelo Stano |

## 2004
| Nr. | Titolo                 | Mese di pubblicazione | Soggetto          | Sceneggiatura     | Disegni             | Copertina    |
| --- | ---------------------- | --------------------- | ----------------- | ----------------- | ------------------- | ------------ |
| 209 | La Bestia              | gennaio               | Michele Medda     | Michele Medda     | Giampiero Casertano | Angelo Stano |
| 210 | Il Pifferaio Magico    | febbraio              | Paola Barbato     | Paola Barbato     | Luigi Piccatto      | Angelo Stano |
| 211 | La casa dei fantasmi   | marzo                 | Pasquale Ruju     | Pasquale Ruju     | Daniele Bigliardo   | Angelo Stano |
| 212 | Necropolis             | aprile                | Paola Barbato     | Paola Barbato     | Giovanni Freghieri  | Angelo Stano |
| 213 | L'uccisore di streghe  | maggio                | Pasquale Ruju     | Pasquale Ruju     | Pietro Dall'Agnol   | Angelo Stano |
| 214 | Manila                 | giugno                | Pasquale Ruju     | Pasquale Ruju     | Corrado Roi         | Angelo Stano |
| 215 | Il pozzo degli inganni | luglio                | Pasquale Ruju     | Pasquale Ruju     | Luigi Piccatto      | Angelo Stano |
| 216 | Il grimorio maledetto  | agosto                | Giuseppe De Nardo | Giuseppe De Nardo | Daniele Bigliardo   | Angelo Stano |
| 217 | Il grande sonno        | settembre             | Tito Faraci       | Tito Faraci       | Angelo Stano        | Angelo Stano |
| 218 | L'incubo dipinto       | ottobre               | Michele Masiero   | Michele Masiero   | Nicola Mari         | Angelo Stano |
| 219 | La decima vittima      | novembre              | Tito Faraci       | Tito Faraci       | Ugolino Cossu       | Angelo Stano |
| 220 | Concorrenza sleale     | dicembre              | Pasquale Ruju     | Pasquale Ruju     | Giampiero Casertano | Angelo Stano |

## 2005
| Nr. | Titolo                      | Mese di pubblicazione | Soggetto          | Sceneggiatura     | Disegni              | Copertina    |
| --- | --------------------------- | --------------------- | ----------------- | ----------------- | -------------------- | ------------ |
| 221 | Il tocco del diavolo        | gennaio               | Paola Barbato     | Paola Barbato     | Fabio Celoni         | Angelo Stano |
| 222 | La saggezza dei morti       | febbraio              | Michele Medda     | Michele Medda     | Giovanni Freghieri   | Angelo Stano |
| 223 | Le due vite di Dream        | marzo                 | Pasquale Ruju     | Pasquale Ruju     | Luigi Piccatto       | Angelo Stano |
| 224 | Sul filo dei ricordi        | aprile                | Pasquale Ruju     | Pasquale Ruju     | Giovanni Freghieri   | Angelo Stano |
| 225 | Insonnia                    | maggio                | Michele Masiero   | Michele Masiero   | Ugolino Cossu        | Angelo Stano |
| 226 | 24 ore per non morire       | giugno                | Giuseppe De Nardo | Giuseppe De Nardo | Daniele Bigliardo    | Angelo Stano |
| 227 | Istinto omicida             | luglio                | Michele Masiero   | Michele Masiero   | Giampiero Casertano  | Angelo Stano |
| 228 | Oltre quella porta          | agosto                | Paola Barbato     | Paola Barbato     | Luigi Piccatto       | Angelo Stano |
| 229 | Il cielo può attendere      | settembre             | Michele Masiero   | Michele Masiero   | Corrado Roi          | Angelo Stano |
| 230 | L'inquilino misterioso      | ottobre               | Michele Masiero   | Michele Masiero   | Giovanni Freghieri   | Angelo Stano |
| 231 | Nightmare Tour              | novembre              | Pasquale Ruju     | Pasquale Ruju     | Maurizio Di Vincenzo | Angelo Stano |
| 232 | Un fantasma a Scotland Yard | dicembre              | Tito Faraci       | Tito Faraci       | Ugolino Cossu        | Angelo Stano |

## 2006
| Nr. | Titolo                   | Mese di pubblicazione | Soggetto                       | Sceneggiatura     | Disegni                                          | Copertina    |
| --- | ------------------------ | --------------------- | ------------------------------ | ----------------- | ------------------------------------------------ | ------------ |
| 233 | L'ospite sgradito        | gennaio               | Michele Medda                  | Michele Medda     | Angelo Stano                                     | Angelo Stano |
| 234 | L'ultimo arcano          | febbraio              | Paola Barbato                  | Paola Barbato     | Nicola Mari                                      | Angelo Stano |
| 235 | Sonata macabra           | marzo                 | Pasquale Ruju                  | Pasquale Ruju     | Roberto Rinaldi                                  | Angelo Stano |
| 236 | Vittime designate        | aprile                | Michele Medda                  | Michele Medda     | Giovanni Freghieri                               | Angelo Stano |
| 237 | All'ombra del vulcano    | maggio                | Pasquale Ruju                  | Pasquale Ruju     | Ugolino Cossu                                    | Angelo Stano |
| 238 | Gli eredi del Crepuscolo | giugno                | Michele Masiero                | Michele Masiero   | Giuseppe Montanari & Ernesto Grassani            | Angelo Stano |
| 239 | Il gran bastardo         | luglio                | Giuseppe De Nardo              | Giuseppe De Nardo | Daniele Bigliardo                                | Angelo Stano |
| 240 | Ucronìa                  | agosto                | Tiziano Sclavi                 | Tiziano Sclavi    | Franco Saudelli                                  | Angelo Stano |
| 241 | Xabaras!                 | settembre             | Paola Barbato                  | Paola Barbato     | Bruno Brindisi (colori a cura di Nardo Conforti) | Angelo Stano |
| 242 | In nome del padre        | ottobre               | Paola Barbato                  | Paola Barbato     | Bruno Brindisi (colori a cura di Nardo Conforti) | Angelo Stano |
| 243 | L'assassino è tra noi    | novembre              | Tiziano Sclavi                 | Tiziano Sclavi    | Angelo Stano                                     | Angelo Stano |
| 244 | Marty                    | dicembre              | Cristina Neri & Tiziano Sclavi | Tiziano Sclavi    | Giampiero Casertano                              | Angelo Stano |

## 2007
| Nr. | Titolo                         | Mese di pubblicazione | Soggetto             | Sceneggiatura        | Disegni                                               | Copertina    |
| --- | ------------------------------ | --------------------- | -------------------- | -------------------- | ----------------------------------------------------- | ------------ |
| 245 | Il cimitero dei freaks         | gennaio               | Paola Barbato        | Paola Barbato        | Nicola Mari                                           | Angelo Stano |
| 246 | La locanda alla fine del mondo | febbraio              | Michele Masiero      | Michele Masiero      | Giovanni Freghieri                                    | Angelo Stano |
| 247 | Tutti gli amori di Sally       | marzo                 | Pasquale Ruju        | Pasquale Ruju        | Piero Dall'Agnol                                      | Angelo Stano |
| 248 | Anima d'acciaio                | aprile                | Bruno Enna           | Bruno Enna           | Fabio Celoni                                          | Angelo Stano |
| 249 | I ricordi sepolti              | maggio                | Luigi Mignacco       | Luigi Mignacco       | Corrado Roi                                           | Angelo Stano |
| 250 | Ascensore per l'Inferno        | giugno                | Tiziano Sclavi       | Tiziano Sclavi       | Bruno Brindisi (colori a cura dello Studio Tenderini) | Angelo Stano |
| 251 | Il guardiano del faro          | luglio                | Bruno Enna           | Bruno Enna           | Giovanni Freghieri                                    | Angelo Stano |
| 252 | Poltergeist!                   | agosto                | Giuseppe De Nardo    | Giuseppe De Nardo    | Daniele Bigliardo                                     | Angelo Stano |
| 253 | I mostri di Sullivan           | settembre             | Pasquale Ruju        | Pasquale Ruju        | Giampiero Casertano                                   | Angelo Stano |
| 254 | Vite in gioco                  | ottobre               | Bruno Enna           | Bruno Enna           | Nicola Mari                                           | Angelo Stano |
| 255 | La stanza numero 63            | novembre              | Giovanni Di Gregorio | Giovanni Di Gregorio | Ugolino Cossu                                         | Angelo Stano |
| 256 | Il feroce Takurr               | dicembre              | Michele Medda        | Michele Medda        | Franco Saudelli                                       | Angelo Stano |

## 2008
| Nr. | Titolo                  | Mese di pubblicazione | Soggetto             | Sceneggiatura        | Disegni             | Copertina    |
| --- | ----------------------- | --------------------- | -------------------- | -------------------- | ------------------- | ------------ |
| 257 | Il custode              | gennaio               | Giancarlo Marzano    | Giancarlo Marzano    | Luigi Piccatto      | Angelo Stano |
| 258 | La furia dell'Upyr      | febbraio              | Pasquale Ruju        | Pasquale Ruju        | Angelo Stano        | Angelo Stano |
| 259 | Da una lontana galassia | marzo                 | Luigi Mignacco       | Luigi Mignacco       | Corrado Roi         | Angelo Stano |
| 260 | La condanna di Casper   | aprile                | Michele Masiero      | Michele Masiero      | Giampiero Casertano | Angelo Stano |
| 261 | Saluti da Moonlight     | maggio                | Giovanni Di Gregorio | Giovanni Di Gregorio | Giovanni Freghieri  | Angelo Stano |
| 262 | L'incendiario           | giugno                | Giuseppe De Nardo    | Giuseppe De Nardo    | Bruno Brindisi      | Angelo Stano |
| 263 | La collina dei conigli  | luglio                | Michele Medda        | Michele Medda        | Nicola Mari         | Angelo Stano |
| 264 | Liam il bugiardo        | agosto                | Giancarlo Marzano    | Giancarlo Marzano    | Luigi Piccatto      | Angelo Stano |
| 265 | Reincarnazioni          | settembre             | Pasquale Ruju        | Pasquale Ruju        | Corrado Roi         | Angelo Stano |
| 266 | Gli artigli del Drago   | ottobre               | Pasquale Ruju        | Pasquale Ruju        | Ugolino Cossu       | Angelo Stano |
| 267 | Cose dell'altro mondo   | novembre              | Giovanni Di Gregorio | Giovanni Di Gregorio | Giampiero Casertano | Angelo Stano |
| 268 | Il modulo A38           | dicembre              | Roberto Recchioni    | Roberto Recchioni    | Bruno Brindisi      | Angelo Stano |

## 2009
| Nr. | Titolo                       | Mese di pubblicazione | Soggetto             | Sceneggiatura        | Disegni             | Copertina    |
| --- | ---------------------------- | --------------------- | -------------------- | -------------------- | ------------------- | ------------ |
| 269 | I professionisti             | gennaio               | Giuseppe De Nardo    | Giuseppe De Nardo    | Giovanni Freghieri  | Angelo Stano |
| 270 | Il re delle mosche           | febbraio              | Giovanni Di Gregorio | Giovanni Di Gregorio | Luigi Piccatto      | Angelo Stano |
| 271 | Il piccolo diavolo           | marzo                 | Giancarlo Marzano    | Giancarlo Marzano    | Corrado Roi         | Angelo Stano |
| 272 | La strage dei Graham         | aprile                | Giovanni Di Gregorio | Giovanni Di Gregorio | Ugolino Cossu       | Angelo Stano |
| 273 | Seppelliti vivi!             | maggio                | Giancarlo Marzano    | Giancarlo Marzano    | Giovanni Freghieri  | Angelo Stano |
| 274 | Fuga dal passato             | giugno                | Giovanni Di Gregorio | Giovanni Di Gregorio | Giampiero Casertano | Angelo Stano |
| 275 | Il tredicesimo uomo          | luglio                | Luigi Mignacco       | Luigi Mignacco       | Corrado Roi         | Angelo Stano |
| 276 | Uno sconosciuto sulla strada | agosto                | Pasquale Ruju        | Pasquale Ruju        | Domingo Mandrafina  | Angelo Stano |
| 277 | Il giorno del licantropo     | settembre             | Michele Medda        | Michele Medda        | Angelo Stano        | Angelo Stano |
| 278 | Discesa nell'abisso          | ottobre               | Pasquale Ruju        | Pasquale Ruju        | Alessandro Poli     | Angelo Stano |
| 279 | Il giardino delle illusioni  | novembre              | Paola Barbato        | Paola Barbato        | Marco Soldi         | Angelo Stano |
| 280 | Mater Morbi                  | dicembre              | Roberto Recchioni    | Roberto Recchioni    | Massimo Carnevale   | Angelo Stano |

## 2010
| Nr. | Titolo                    | Mese di pubblicazione | Soggetto             | Sceneggiatura        | Disegni              | Copertina    |
| --- | ------------------------- | --------------------- | -------------------- | -------------------- | -------------------- | ------------ |
| 281 | Il cammino della vita     | gennaio               | Alessandro Bilotta   | Alessandro Bilotta   | Giovanni Freghieri   | Angelo Stano |
| 282 | Relazioni pericolose      | febbraio              | Pasquale Ruju        | Pasquale Ruju        | Corrado Roi          | Angelo Stano |
| 283 | Il persecutore            | marzo                 | Giovanni Di Gregorio | Giovanni Di Gregorio | Giampiero Casertano  | Angelo Stano |
| 284 | Nel segno del dolore      | aprile                | Bruno Enna           | Bruno Enna           | Nicola Mari          | Angelo Stano |
| 285 | Il ladro di cervelli      | maggio                | Giancarlo Marzano    | Giancarlo Marzano    | Ugolino Cossu        | Angelo Stano |
| 286 | Programma di rieducazione | giugno                | Giuseppe De Nardo    | Giuseppe De Nardo    | Piero Dall'Agnol     | Angelo Stano |
| 287 | I nuovi barbari           | luglio                | Roberto Recchioni    | Roberto Recchioni    | Bruno Brindisi       | Angelo Stano |
| 288 | Lavori forzati            | agosto                | Giovanni Di Gregorio | Giovanni Di Gregorio | Maurizio Di Vincenzo | Angelo Stano |
| 289 | La via degli enigmi       | settembre             | Giuseppe De Nardo    | Giuseppe De Nardo    | Daniele Bigliardo    | Angelo Stano |
| 290 | L'erede oscuro            | ottobre               | Giuseppe De Nardo    | Giuseppe De Nardo    | Daniele Bigliardo    | Angelo Stano |
| 291 | Senza trucco né inganno   | novembre              | Giovanni Di Gregorio | Giovanni Di Gregorio | Fabio Celoni         | Angelo Stano |

## 2011
| Nr. | Titolo                    | Mese di pubblicazione | Soggetto             | Sceneggiatura        | Disegni                                          | Copertina    |
| --- | ------------------------- | --------------------- | -------------------- | -------------------- | ------------------------------------------------ | ------------ |
| 292 | Anime prigioniere         | gennaio               | Paola Barbato        | Paola Barbato        | Angelo Stano                                     | Angelo Stano |
| 293 | Gli ultimi immortali      | gennaio               | Giovanni Di Gregorio | Giovanni Di Gregorio | Nicola Mari                                      | Angelo Stano |
| 294 | Piovono rane              | febbraio              | Andrea Cavaletto     | Andrea Cavaletto     | Luigi Piccatto                                   | Angelo Stano |
| 295 | Tra moglie e marito...    | marzo                 | Giancarlo Marzano    | Giancarlo Marzano    | Franco Saudelli                                  | Angelo Stano |
| 296 | La seconda occasione      | aprile                | Paola Barbato        | Paola Barbato        | Giampiero Casertano                              | Angelo Stano |
| 297 | Il sortilegio             | maggio                | Giancarlo Marzano    | Giancarlo Marzano    | Corrado Roi                                      | Angelo Stano |
| 298 | Nella testa del killer    | giugno                | Giovanni Gualdoni    | Giovanni Gualdoni    | Giovanni Freghieri                               | Angelo Stano |
| 299 | Una affezionata clientela | luglio                | Giancarlo Marzano    | Giancarlo Marzano    | Ugolino Cossu                                    | Angelo Stano |
| 300 | Ritratto di famiglia      | agosto                | Pasquale Ruju        | Pasquale Ruju        | Angelo Stano (colori a cura dello Studio Rudoni) | Angelo Stano |
| 301 | L'imbalsamatore           | settembre             | Pasquale Ruju        | Pasquale Ruju        | Luigi Piccatto                                   | Angelo Stano |
| 302 | Il delitto perfetto       | ottobre               | Luigi Mignacco       | Luigi Mignacco       | Bruno Brindisi                                   | Angelo Stano |
| 303 | Il divoratore di ossa     | novembre              | Giovanni Di Gregorio | Giovanni Di Gregorio | Giampiero Casertano                              | Angelo Stano |
| 304 | Terrore ad alta quota     | dicembre              | Giovanni Di Gregorio | Giovanni Di Gregorio | Daniele Bigliardo                                | Angelo Stano |

## 2012
| Nr. | Titolo                          | Mese di pubblicazione | Soggetto          | Sceneggiatura     | Disegni             | Copertina    |
| --- | ------------------------------- | --------------------- | ----------------- | ----------------- | ------------------- | ------------ |
| 305 | Il museo del crimine            | gennaio               | Giovanni Gualdoni | Giovanni Gualdoni | Nicola Mari         | Angelo Stano |
| 306 | Il baule delle meraviglie       | febbraio              | Giancarlo Marzano | Giancarlo Marzano | Ugolino Cossu       | Angelo Stano |
| 307 | L'assassino della porta accanto | marzo                 | Fabrizio Accatino | Fabrizio Accatino | Sergio Gerasi       | Angelo Stano |
| 308 | La Dea Madre                    | aprile                | Giuseppe De Nardo | Giuseppe De Nardo | Marco Nizzoli       | Angelo Stano |
| 309 | L'autopsia                      | maggio                | Giovanni Gualdoni | Giovanni Gualdoni | Franco Saudelli     | Angelo Stano |
| 310 | Io, il mostro                   | giugno                | Pasquale Ruju     | Pasquale Ruju     | Giovanni Freghieri  | Angelo Stano |
| 311 | Il giudizio del corvo           | luglio                | Roberto Recchioni | Roberto Recchioni | Daniele Caluri      | Angelo Stano |
| 312 | Epidemia aliena                 | agosto                | Giovanni Gualdoni | Giovanni Gualdoni | Luca Dell'Uomo      | Angelo Stano |
| 313 | Il crollo                       | settembre             | Paola Barbato     | Paola Barbato     | Giovanni Freghieri  | Angelo Stano |
| 314 | I segni della fine              | ottobre               | Giovanni Gualdoni | Giovanni Gualdoni | Giampiero Casertano | Angelo Stano |
| 315 | La legione degli scheletri      | novembre              | Angelo Stano      | Angelo Stano      | Angelo Stano        | Angelo Stano |
| 316 | Blacky                          | dicembre              | Giovanni Gualdoni | Giovanni Gualdoni | Daniele Bigliardo   | Angelo Stano |

## 2013
| Nr. | Titolo                  | Mese di pubblicazione | Soggetto             | Sceneggiatura        | Disegni                | Copertina    |
| --- | ----------------------- | --------------------- | -------------------- | -------------------- | ---------------------- | ------------ |
| 317 | L’impostore             | gennaio               | Alessandro Bilotta   | Alessandro Bilotta   | Nicola Mari            | Angelo Stano |
| 318 | Leggende urbane         | febbraio              | Giovanni Di Gregorio | Giovanni Di Gregorio | Ugolino Cossu          | Angelo Stano |
| 319 | I ritornanti            | marzo                 | Giancarlo Marzano    | Giancarlo Marzano    | Roberto Rinaldi        | Angelo Stano |
| 320 | La fuggitiva            | aprile                | Giovanni Di Gregorio | Giovanni Di Gregorio | Maurizio Di Vincenzo   | Angelo Stano |
| 321 | Giovani vampiri         | maggio                | Giancarlo Marzano    | Giancarlo Marzano    | Luigi Piccatto         | Angelo Stano |
| 322 | Il pianto della Banshee | giugno                | Giovanni Gualdoni    | Giovanni Gualdoni    | Corrado Roi            | Angelo Stano |
| 323 | L'occhio di Balor       | luglio                | Giuseppe De Nardo    | Giuseppe De Nardo    | Giampiero Casertano    | Angelo Stano |
| 324 | L'odio non muore mai    | agosto                | Luigi Mignacco       | Luigi Mignacco       | Giancarlo Alessandrini | Angelo Stano |
| 325 | Una nuova vita          | settembre             | Carlo Ambrosini      | Carlo Ambrosini      | Carlo Ambrosini        | Angelo Stano |
| 326 | Sulla pelle             | ottobre               | Bruno Enna           | Bruno Enna           | Piero Dall'Agnol       | Angelo Stano |
| 327 | I sonnambuli            | novembre              | Andrea Cavaletto     | Andrea Cavaletto     | Luca Dell'Uomo         | Angelo Stano |
| 328 | Trash Island            | dicembre              | Luigi Mignacco       | Luigi Mignacco       | Nicola Mari            | Angelo Stano |

## 2014
| Nr. | Titolo                      | Mese di pubblicazione | Soggetto             | Sceneggiatura        | Disegni                                          | Copertina    |
| --- | --------------------------- | --------------------- | -------------------- | -------------------- | ------------------------------------------------ | ------------ |
| 329 | ...e lascia un bel cadavere | gennaio               | Giovanni Di Gregorio | Giovanni Di Gregorio | Giovanni Freghieri                               | Angelo Stano |
| 330 | La magnifica creatura       | febbraio              | Giancarlo Marzano    | Giancarlo Marzano    | Marco Nizzoli                                    | Angelo Stano |
| 331 | La morte non basta          | marzo                 | Giovanni Di Gregorio | Giovanni Di Gregorio | Gianluca e Raul Cestaro                          | Angelo Stano |
| 332 | Destinato alla terra        | aprile                | Giuseppe De Nardo    | Giuseppe De Nardo    | Luca Dell'Uomo                                   | Angelo Stano |
| 333 | I raminghi dell'autunno     | maggio                | Fabio Celoni         | Fabio Celoni         | Fabio Celoni                                     | Angelo Stano |
| 334 | La paga dell'Inferno        | giugno                | Giovanni Di Gregorio | Giovanni Di Gregorio | Daniele Bigliardo                                | Angelo Stano |
| 335 | Il calvario                 | luglio                | Giovanni Gualdoni    | Giovanni Gualdoni    | Paolo Martinello                                 | Angelo Stano |
| 336 | Brucia, strega... brucia!   | agosto                | Giuseppe De Nardo    | Giuseppe De Nardo    | Gabriele Ornigotti                               | Angelo Stano |
| 337 | Spazio profondo             | settembre             | Roberto Recchioni    | Roberto Recchioni    | Nicola Mari (colori a cura di Lorenzo De Felici) | Angelo Stano |
| 338 | Mai più, ispettore Bloch    | ottobre               | Paola Barbato        | Paola Barbato        | Bruno Brindisi                                   | Angelo Stano |
| 339 | Anarchia nel Regno Unito    | novembre              | Gigi Simeoni         | Gigi Simeoni         | Giampiero Casertano                              | Angelo Stano |
| 340 | Benvenuti a Wickedford      | dicembre              | Michele Medda        | Michele Medda        | Marco Nizzoli                                    | Angelo Stano |

## 2015
| Nr. | Titolo                    | Mese di pubblicazione | Soggetto          | Sceneggiatura     | Disegni                                                                       | Copertina    |
| --- | ------------------------- | --------------------- | ----------------- | ----------------- | ----------------------------------------------------------------------------- | ------------ |
| 341 | Al servizio del caos      | gennaio               | Roberto Recchioni | Roberto Recchioni | Daniele Bigliardo & Angelo Stano                                              | Angelo Stano |
| 342 | Il cuore degli uomini     | febbraio              | Roberto Recchioni | Roberto Recchioni | Piero Dall'Agnol                                                              | Angelo Stano |
| 343 | Nel fumo della battaglia  | marzo                 | Gigi Simeoni      | Gigi Simeoni      | Gigi Simeoni                                                                  | Angelo Stano |
| 344 | Il sapore dell'acqua      | aprile                | Gigi Simeoni      | Gigi Simeoni      | Giorgio Pontrelli                                                             | Angelo Stano |
| 345 | Gli spiriti custodi       | maggio                | Luigi Mignacco    | Luigi Mignacco    | Sergio Gerasi                                                                 | Angelo Stano |
| 346 | ...e cenere tornerai      | giugno                | Paola Barbato     | Paola Barbato     | Gianluca e Raul Cestaro                                                       | Angelo Stano |
| 347 | Gli abbandonati           | luglio                | Paola Barbato     | Paola Barbato     | Giampiero Casertano                                                           | Angelo Stano |
| 348 | La mano sbagliata         | agosto                | Barbara Baraldi   | Barbara Baraldi   | Nicola Mari                                                                   | Angelo Stano |
| 349 | La morta non dimentica    | settembre             | Paola Barbato     | Paola Barbato     | Bruno Brindisi                                                                | Angelo Stano |
| 350 | Lacrime di pietra         | ottobre               | Carlo Ambrosini   | Carlo Ambrosini   | Carlo Ambrosini                                                               | Angelo Stano |
| 351 | In fondo al male          | novembre              | Ratigher          | Ratigher          | Alessandro Baggi                                                              | Angelo Stano |
| 352 | La calligrafia del dolore | dicembre              | Andrea Cavaletto  | Andrea Cavaletto  | Luigi Piccatto, Matteo Santaniello, Renato Riccio, Giulia Francesca Massaglia | Angelo Stano |

## 2016
| Nr. | Titolo                  | Mese di pubblicazione | Soggetto           | Sceneggiatura      | Disegni                                        | Copertina                                                               |
| --- | ----------------------- | --------------------- | ------------------ | ------------------ | ---------------------------------------------- | ----------------------------------------------------------------------- |
| 353 | Il generale inquisitore | gennaio               | Fabrizio Accatino  | Fabrizio Accatino  | Luca Casalanguida                              | Angelo Stano                                                            |
| 354 | Miseria e crudeltà      | febbraio              | Gigi Simeoni       | Gigi Simeoni       | Emiliano Tanzillo                              | Angelo Stano                                                            |
| 355 | L'uomo dei tuoi sogni   | marzo                 | Paola Barbato      | Paola Barbato      | Paolo Martinello                               | Angelo Stano                                                            |
| 356 | La macchina umana       | aprile                | Alessandro Bilotta | Alessandro Bilotta | Fabrizio De Tommaso                            | Angelo Stano                                                            |
| 357 | Vietato ai minori       | maggio                | Pasquale Ruju      | Pasquale Ruju      | Davide Furnò & Paolo Armitano                  | Angelo Stano                                                            |
| 358 | Il prezzo della carne   | giugno                | Fabrizio Accatino  | Fabrizio Accatino  | Roberto Rinaldi                                | Angelo Stano                                                            |
| 359 | Sul fondo               | luglio                | Matteo Casali      | Matteo Casali      | Marco Nizzoli                                  | Angelo Stano                                                            |
| 360 | Remington House         | agosto                | Paola Barbato      | Paola Barbato      | Sergio Gerasi                                  | Angelo Stano                                                            |
| 361 | Mater Dolorosa          | settembre             | Roberto Recchioni  | Roberto Recchioni  | Gigi Cavenago (colori a cura di Gigi Cavenago) | Angelo Stano                                                            |
| 362 | Dopo un lungo silenzio  | ottobre               | Tiziano Sclavi     | Tiziano Sclavi     | Giampiero Casertano                            | (copertina bianca, a parte i titoli e l'indicazione di Sclavi ai testi) |
| 363 | Cose perdute            | novembre              | Paola Barbato      | Paola Barbato      | Giovanni Freghieri                             | Gigi Cavenago                                                           |
| 364 | Gli anni selvaggi       | dicembre              | Barbara Baraldi    | Barbara Baraldi    | Nicola Mari                                    | Gigi Cavenago                                                           |

## 2017
| Nr. | Titolo                           | Mese di pubblicazione | Soggetto                                    | Sceneggiatura     | Disegni                                                | Copertina     |
| --- | -------------------------------- | --------------------- | ------------------------------------------- | ----------------- | ------------------------------------------------------ | ------------- |
| 365 | Cronodramma                      | gennaio               | Carlo Ambrosini                             | Carlo Ambrosini   | Carlo Ambrosini & Werther Dell'Edera                   | Gigi Cavenago |
| 366 | Il giorno della famiglia         | febbraio              | Riccardo Secchi                             | Riccardo Secchi   | Valerio Piccioni & Maurizio Di Vincenzo                | Gigi Cavenago |
| 367 | La ninna nanna dell'ultima notte | marzo                 | Barbara Baraldi                             | Barbara Baraldi   | Corrado Roi                                            | Gigi Cavenago |
| 368 | Il passo dell'angelo             | aprile                | Gigi Simeoni                                | Gigi Simeoni      | Gigi Simeoni                                           | Gigi Cavenago |
| 369 | Graphic Horror Novel             | maggio                | Ratigher                                    | Ratigher          | Paolo Bacilieri, Giuseppe Montanari & Ernesto Grassani | Gigi Cavenago |
| 370 | Il terrore                       | giugno                | Gabriella Contu                             | Gabriella Contu   | Giampiero Casertano                                    | Gigi Cavenago |
| 371 | Arriva il Dampyr                 | luglio                | Roberto Recchioni, Giulio Antonio Gualtieri | Roberto Recchioni | Daniele Bigliardo                                      | Gigi Cavenago |
| 372 | Il bianco e il nero              | agosto                | Paola Barbato                               | Paola Barbato     | Corrado Roi                                            | Gigi Cavenago |
| 373 | La fiamma                        | settembre             | Emiliano Pagani                             | Emiliano Pagani   | Daniele Caluri                                         | Gigi Cavenago |
| 374 | La fine dell'oscurità            | ottobre               | Mauro Uzzeo                                 | Mauro Uzzeo       | Giorgio Santucci                                       | Gigi Cavenago |
| 375 | Nel mistero                      | novembre              | Tiziano Sclavi                              | Tiziano Sclavi    | Angelo Stano (colori a cura di Giovanna Niro)          | Gigi Cavenago |
| 376 | Graphic Horror Novel: il sequel  | dicembre              | Diego Cajelli                               | Diego Cajelli     | Francesco Ripoli                                       | Gigi Cavenago |

## 2018
| Nr. | Titolo                            | Mese di pubblicazione | Soggetto          | Sceneggiatura                      | Disegni                              | Copertina     |
| --- | --------------------------------- | --------------------- | ----------------- | ---------------------------------- | ------------------------------------ | ------------- |
| 377 | Non umano                         | gennaio               | Giancarlo Marzano | Giancarlo Marzano                  | Giulio Camagni                       | Gigi Cavenago |
| 378 | Dormire, forse sognare            | febbraio              | Gigi Simeoni      | Gigi Simeoni                       | Giovanni Freghieri                   | Gigi Cavenago |
| 379 | Il tango delle anime perse        | marzo                 | Gigi Simeoni      | Gigi Simeoni                       | Bruno Brindisi                       | Gigi Cavenago |
| 380 | Nessuno è innocente               | aprile                | Paola Barbato     | Paola Barbato                      | Franco Saudelli                      | Gigi Cavenago |
| 381 | Tripofobia                        | maggio                | Giovanni Eccher   | Giovanni Eccher                    | Paolo Armitano e Davide Furnò        | Gigi Cavenago |
| 382 | Il macellaio e la rosa            | giugno                | Pasquale Ruju     | Pasquale Ruju                      | Fabrizio Des Dorides                 | Gigi Cavenago |
| 383 | Profondo nero                     | luglio                | Dario Argento     | Dario Argento, Stefano Piani       | Corrado Roi                          | Gigi Cavenago |
| 384 | La macchina che non voleva morire | agosto                | Gigi Simeoni      | Gigi Simeoni                       | Sergio Gerasi                        | Gigi Cavenago |
| 385 | Perderai la testa                 | settembre             | Barbara Baraldi   | Barbara Baraldi                    | Emiliano Tanzillo                    | Gigi Cavenago |
| 386 | Hyppolita                         | ottobre               | Giancarlo Marzano | Giancarlo Marzano                  | Piero Dall'Agnol e Francesco Cattani | Gigi Cavenago |
| 387 | Che regni il caos!                | novembre              | Roberto Recchioni | Roberto Recchioni, Gabriella Contu | Leomacs, Marco Nizzoli               | Gigi Cavenago |
| 388 | Esercizio numero 6                | dicembre              | Paola Barbato     | Paola Barbato                      | Giovanni Freghieri                   | Gigi Cavenago |

## 2019
| Nr. | Titolo                         | Mese di pubblicazione | Soggetto          | Sceneggiatura                     | Disegni                                                                                  | Copertina                                               |
| --- | ------------------------------ | --------------------- | ----------------- | --------------------------------- | ---------------------------------------------------------------------------------------- | ------------------------------------------------------- |
| 389 | La sopravvissuta               | gennaio               | Barbara Baraldi   | Barbara Baraldi                   | Luigi Piccatto, Matteo Santaniello e Giulia Francesca Massaglia                          | Gigi Cavenago                                           |
| 390 | La caduta degli dei            | febbraio              | Paola Barbato     | Paola Barbato                     | Giampiero Casertano                                                                      | Gigi Cavenago                                           |
| 391 | Il sangue della Terra          | marzo                 | Paola Barbato     | Paola Barbato                     | Werther Dell'Edera                                                                       | Gigi Cavenago                                           |
| 392 | Il primordio                   | aprile                | Paola Barbato     | Paola Barbato e Roberto Recchioni | Paolo Martinello                                                                         | Gigi Cavenago                                           |
| 393 | Casca il mondo                 | maggio                | Barbara Baraldi   | Barbara Baraldi                   | Bruno Brindisi                                                                           | Gigi Cavenago                                           |
| 394 | Eterne stagioni                | giugno                | Paola Barbato     | Paola Barbato                     | Marco Nizzoli                                                                            | Gigi Cavenago                                           |
| 395 | Del tempo e di altre illusioni | luglio                | Carlo Ambrosini   | Carlo Ambrosini                   | Carlo Ambrosini                                                                          | Gigi Cavenago                                           |
| 396 | Il suo nome era guerra         | agosto                | Giovanni Eccher   | Giovanni Eccher                   | Luigi Siniscalchi                                                                        | Gigi Cavenago                                           |
| 397 | Morbo M                        | settembre             | Paola Barbato     | Paola Barbato                     | Corrado Roi                                                                              | Gigi Cavenago                                           |
| 398 | Chi muore si rivede            | ottobre               | Paola Barbato     | Paola Barbato                     | Paolo Armitano                                                                           | Gigi Cavenago                                           |
| 399 | Oggi sposi                     | novembre              | Roberto Recchioni | Roberto Recchioni                 | Corrado Roi, Marco Nizzoli, Luca Casalanguida, Nicola Mari, Sergio Gerasi e Angelo Stano | Gigi Cavenago                                           |
| 400 | E ora, l'apocalisse            | dicembre              | Roberto Recchioni | Roberto Recchioni                 | Angelo Stano e Corrado Roi (colori a cura di Giovanna Niro)                              | Gigi Cavenago, Claudio Villa, Angelo Stano, Corrado Roi |

## 2020
| Nr. | Titolo                    | Mese di pubblicazione | Soggetto                              | Sceneggiatura       | Disegni                                     | Copertina     |
| --- | ------------------------- | --------------------- | ------------------------------------- | ------------------- | ------------------------------------------- | ------------- |
| 401 | L’alba nera               | gennaio               | Roberto Recchioni                     | Roberto Recchioni   | Corrado Roi                                 | Gigi Cavenago |
| 402 | Il tramonto rosso         | febbraio              | Roberto Recchioni                     | Roberto Recchioni   | Corrado Roi, Francesco Dossena, Nicola Mari | Gigi Cavenago |
| 403 | La lama, la luna e l'orco | marzo                 | Roberto Recchioni e Mauro Marcheselli | Roberto Recchioni   | Nicola Mari, Sergio Gerasi                  | Gigi Cavenago |
| 404 | Anna per sempre           | aprile                | Roberto Recchioni                     | Roberto Recchioni   | Sergio Gerasi, Giorgio Pontrelli            | Gigi Cavenago |
| 405 | L'uccisore                | maggio                | Roberto Recchioni                     | Roberto Recchioni   | Giorgio Pontrelli, Corrado Roi              | Gigi Cavenago |
| 406 | L'ultima risata           | giugno                | Roberto Recchioni                     | Roberto Recchioni   | Corrado Roi                                 | Gigi Cavenago |
| 407 | L'entità                  | luglio                | Barbara Baraldi                       | Barbara Baraldi     | Corrado Roi                                 | Gigi Cavenago |
| 408 | Scrutando nell'abisso     | agosto                | Gigi Simeoni                          | Gigi Simeoni        | Marco Soldi                                 | Gigi Cavenago |
| 409 | Ritorno al buio           | settembre             | Claudio Chiaverotti                   | Claudio Chiaverotti | Piero Dall'Agnol e Francesco Cattani        | Gigi Cavenago |
| 410 | La notte eterna           | ottobre               | Claudio Chiaverotti                   | Claudio Chiaverotti | Piero Dall’Agnol e Francesco Cattani        | Gigi Cavenago |
| 411 | Il terzo giorno           | novembre              | Claudio Chiaverotti                   | Claudio Chiaverotti | Piero Dall’Agnol e Francesco Cattani        | Gigi Cavenago |
| 412 | Una pessima annata        | dicembre              | Alessandro Bilotta                    | Alessandro Bilotta  | Luca Casalanguida                           | Gigi Cavenago |

## 2021
| Nr.     | Titolo                     | Mese di pubblicazione | Soggetto                        | Sceneggiatura                   | Disegni              | Copertina                           |
| ------- | -------------------------- | --------------------- | ------------------------------- | ------------------------------- | -------------------- | ----------------------------------- |
| 413     | I padroni del nulla        | gennaio               | Carlo Ambrosini                 | Carlo Ambrosini                 | Carlo Ambrosini      | Gigi Cavenago                       |
| 414     | Giochi innocenti           | febbraio              | Paola Barbato                   | Paola Barbato                   | Paolo Martinello     | Gigi Cavenago                       |
| 415     | Vendetta in maschera       | marzo                 | Gabriella Contu                 | Gabriella Contu                 | Andrea Chella        | Gigi Cavenago                       |
| 416     | Il detenuto                | aprile                | Mauro Uzzeo                     | Mauro Uzzeo                     | Arturo Lauria        | Gigi Cavenago                       |
| 417     | L'ora del giudizio         | maggio                | Barbara Baraldi                 | Barbara Baraldi                 | Angelo Stano         | Gigi Cavenago                       |
| 418     | Sally                      | giugno                | Paola Barbato                   | Paola Barbato                   | Corrado Roi          | Gigi Cavenago - Fabrizio De Tommaso |
| 418 bis | Qwertington                | luglio                | Luca Vanzella                   | Luca Vanzella                   | Luca Genovese        | Gigi Cavenago                       |
| 419     | Albachiara                 | luglio                | Gabriella Contu                 | Gabriella Contu                 | Sergio Gerasi        | Gigi Cavenago - Fabrizio De Tommaso |
| 420     | Jenny                      | agosto                | Barbara Baraldi                 | Barbara Baraldi                 | Davide Furnò         | Gigi Cavenago - Fabrizio De Tommaso |
| 421     | La variabile               | settembre             | Paola Barbato                   | Paola Barbato                   | Fabio Celoni         | Gianluca e Raul Cestaro             |
| 422     | Il momento Blu             | ottobre               | Andrea Cavaletto                | Andrea Cavaletto                | Christopher Possenti | Gianluca e Raul Cestaro             |
| 423     | Nella stanza del guerriero | novembre              | Carlo Ambrosini                 | Carlo Ambrosini                 | Gabriele Ornigotti   | Gianluca e Raul Cestaro             |
| 424     | Candiweb                   | dicembre              | Rita Porretto & Silvia Mericone | Rita Porretto & Silvia Mericone | Emiliano Tanzillo    | Gianluca e Raul Cestaro             |

## 2022
| Nr.     | Titolo                      | Mese di pubblicazione | Soggetto                        | Sceneggiatura                   | Disegni            | Copertina               |
| ------- | --------------------------- | --------------------- | ------------------------------- | ------------------------------- | ------------------ | ----------------------- |
| 425     | I predatori                 | gennaio               | Gabriella Contu                 | Gabriella Contu                 | Daniele Caluri     | Gianluca e Raul Cestaro |
| 426     | La morte in palio           | febbraio              | Rita Porretto & Silvia Mericone | Rita Porretto & Silvia Mericone | Paolo Armitano     | Gianluca e Raul Cestaro |
| 427     | La vita e il suo contrario  | marzo                 | Gigi Simeoni                    | Gigi Simeoni                    | Gigi Simeoni       | Gianluca e Raul Cestaro |
| 428     | Dove i sogni vanno a morire | aprile                | Bruno Enna                      | Bruno Enna                      | Luca Genovese      | Gianluca e Raul Cestaro |
| 429     | La bestia della brughiera   | maggio                | Luigi Mignacco                  | Luigi Mignacco                  | Corrado Roi        | Gianluca e Raul Cestaro |
| 430     | Abissi boreali              | giugno                | Carlo Ambrosini                 | Carlo Ambrosini                 | Carlo Ambrosini    | Gianluca e Raul Cestaro |
| 430 bis | La strage silenziosa        | luglio                | Rita Porretto & Silvia Mericone | Rita Porretto & Silvia Mericone | Luca Casalanguida  | Gianluca e Raul Cestaro |
| 431     | Nulla è per sempre          | luglio                | Giancarlo Marzano               | Giancarlo Marzano               | Giovanni Freghieri | Gianluca e Raul Cestaro |
| 432     | Io ti proteggerò            | agosto                | Giulio Antonio Gualtieri        | Giulio Antonio Gualtieri        | Luca Raimondo      | Gianluca e Raul Cestaro |
| 433     | Cavalcando il fulmine       | settembre             | Diego Cajelli                   | Diego Cajelli                   | Corrado Roi        | Gianluca e Raul Cestaro |
| 434     | Gli Infernauti              | ottobre               | Gigi Simeoni                    | Gigi Simeoni                    | Gigi Simeoni       | Gianluca e Raul Cestaro |
| 435     | Due minuti a mezzanotte     | novembre              | Claudio Lanzoni                 | Roberto Recchioni               | Giorgio Pontrelli  | Gianluca e Raul Cestaro |
| 436     | Non con fragore...          | dicembre              | Claudio Lanzoni                 | Barbara Baraldi                 | Sergio Gerasi      | Gianluca e Raul Cestaro |

## 2023
| Nr.     | Titolo                      | Mese di pubblicazione | Soggetto                                         | Sceneggiatura                   | Disegni                                            | Copertina               |
| ------- | --------------------------- | --------------------- | ------------------------------------------------ | ------------------------------- | -------------------------------------------------- | ----------------------- |
| 437     | ...ma con un lamento        | gennaio               | Claudio Lanzoni                                  | Barbara Baraldi                 | Sergio Gerasi                                      | Gianluca e Raul Cestaro |
| 438     | La città senza nome         | febbraio              | Gabriella Contu                                  | Gabriella Contu                 | Giorgio Santucci                                   | Gianluca e Raul Cestaro |
| 439     | L'invasione silenziosa      | marzo                 | Barbara Baraldi                                  | Barbara Baraldi                 | Davide Furnò                                       | Gianluca e Raul Cestaro |
| 440     | E poi non rimase nessuno    | aprile                | Luca Vanzella                                    | Luca Vanzella                   | Giorgio Pontrelli                                  | Gianluca e Raul Cestaro |
| 441     | La congiura dei colpevoli   | maggio                | Luigi Mignacco                                   | Luigi Mignacco                  | Fernando Caretta                                   | Gianluca e Raul Cestaro |
| 442     | Frammenti                   | giugno                | Paola Barbato                                    | Paola Barbato                   | Luigi Piccatto, Renato Riccio e Matteo Santaniello | Gianluca e Raul Cestaro |
| 442 bis | L'isola dai due soli        | luglio                | Davide La Rosa                                   | Davide La Rosa                  | Franco Saudelli                                    | Gianluca e Raul Cestaro |
| 443     | Gli indifferenti            | luglio                | Rita Porretto & Silvia Mericone                  | Rita Porretto & Silvia Mericone | Paolo Armitano                                     | Gianluca e Raul Cestaro |
| 444     | Morte in sedici noni        | agosto                | Roberto Recchioni                                | Roberto Recchioni               | Corrado Roi                                        | Gianluca e Raul Cestaro |
| 445     | Xenon!                      | settembre             | Roberto Recchioni                                | Roberto Recchioni               | Corrado Roi                                        | Gianluca e Raul Cestaro |
| 446     | L'altro lato dello specchio | ottobre               | Barbara Baraldi                                  | Barbara Baraldi                 | Davide Furnò, Nicola Mari, Marco Nizzoli           | Gianluca e Raul Cestaro |
| 447     | Hazel la morta              | novembre              | Barbara Baraldi, Rita Porretto & Silvia Mericone | Rita Porretto & Silvia Mericone | Antonio Marinetti                                  | Gianluca e Raul Cestaro |
| 448     | Anatomia dell'anima         | dicembre              | Alessandro Russo                                 | Alessandro Russo                | Sergio Gerasi                                      | Gianluca e Raul Cestaro |

## 2024
| Nr.     | Titolo                         | Mese di pubblicazione | Soggetto                            | Sceneggiatura                | Disegni                | Copertina               |
| ------- | ------------------------------ | --------------------- | ----------------------------------- | ---------------------------- | ---------------------- | ----------------------- |
| 449     | La misura del mondo            | gennaio               | Carlo Ambrosini                     | Carlo Ambrosini              | Carlo Ambrosini        | Gianluca e Raul Cestaro |
| 450     | Shock                          | febbraio              | Barbara Baraldi                     | Barbara Baraldi              | Nicola Mari            | Gianluca e Raul Cestaro |
| 451     | Terra funesta                  | marzo                 | Dario Sicchio                       | Dario Sicchio                | Riccardo Torti         | Gianluca e Raul Cestaro |
| 452     | Un tranquillo venerdì di paura | aprile                | Gigi Simeoni                        | Gigi Simeoni                 | Bruno Brindisi         | Gianluca e Raul Cestaro |
| 453     | Pioggia di sangue              | maggio                | Barbara Baraldi                     | Barbara Baraldi              | Corrado Roi            | Gianluca e Raul Cestaro |
| 454     | Stangata agli Inferni          | giugno                | Claudio Lanzoni                     | Claudio Lanzoni              | Giancarlo Alessandrini | Gianluca e Raul Cestaro |
| 454 bis | Orrore tra i ghiacci           | luglio                | Bruno Enna                          | Bruno Enna                   | Silvia Califano        | Gianluca e Raul Cestaro |
| 455     | Fuga da Golconda               | luglio                | Claudio Lanzoni                     | Claudio Lanzoni              | Sergio Gerasi          | Gianluca e Raul Cestaro |
| 456     | Colui che divora le ombre      | agosto                | Alessandro Bilotta                  | Alessandro Bilotta           | Corrado Roi            | Gianluca e Raul Cestaro |
| 457     | La sottile linea nera          | settembre             | Gianmaria Contro                    | Gianmaria Contro             | Luigi Siniscalchi      | Gianluca e Raul Cestaro |
| 458     | Sette vite                     | ottobre               | Marco Nucci                         | Marco Nucci                  | Paolo Martinello       | Gianluca e Raul Cestaro |
| 458 bis | L'oscuro messaggero            | novembre              | Mauro Aragoni                       | Mauro Aragoni, Pasquale Ruju | Antonio Marinetti      | Gianluca e Raul Cestaro |
| 459     | Hikikomori                     | novembre              | Giancarlo Marzano                   | Giancarlo Marzano            | Paolo Armitano         | Gianluca e Raul Cestaro |
| 460     | 32 dicembre                    | dicembre              | Claudio Lanzoni, Gianmarco Fumasoli | Gianmarco Fumasoli           | Francesco Dossena      | Gianluca e Raul Cestaro |

## 2025
| Nr.     | Titolo                         | Mese di pubblicazione | Soggetto                          | Sceneggiatura                     | Disegni           | Copertina               |
| ------- | ------------------------------ | --------------------- | --------------------------------- | --------------------------------- | ----------------- | ----------------------- |
| 461     | Il grande freddo               | gennaio               | Lorenza Ghinelli                  | Lorenza Ghinelli, Giovanni Eccher | Marco Nizzoli     | Gianluca e Raul Cestaro |
| 462     | Opera al nero                  | febbraio              | Sveva Simeone                     | Sveva Simeone, Claudio Lanzoni    | Franco Saudelli   | Gianluca e Raul Cestaro |
| 463     | Non dovresti essere qui        | marzo                 | Barbara Baraldi                   | Barbara Baraldi                   | Davide Furnò      | Gianluca e Raul Cestaro |
| 464     | La Dama Bianca                 | aprile                | Claudio Lanzoni, Alessandro Russo | Alessandro Russo                  | Ernesto Grassani  | Gianluca e Raul Cestaro |
| 465     | Se la notte chiama             | maggio                | Barbara Baraldi                   | Barbara Baraldi                   | Corrado Roi       | Gianluca e Raul Cestaro |
| 466     | Chi è sepolto in questa casa?  | giugno                | Barbara Baraldi                   | Barbara Baraldi                   | Corrado Roi       | Gianluca e Raul Cestaro |
| 466 bis | Gli Illuminati                 | luglio                | Claudio Chiaverotti               | Claudio Chiaverotti               | Giorgio Pontrelli | Gianluca e Raul Cestaro |
| 467     | Produci, divora, muori         | luglio                | Gianfranco Manfredi               | Gianfranco Manfredi               | Sergio Gerasi     | Gianluca e Raul Cestaro |
| 468     | Quel che resta del tempo       | agosto                | Dario Magini                      | Alessandro Russo                  | Riccardo Torti    | Gianluca e Raul Cestaro |
| 469     | Trauma                         | settembre             | Claudio Chiaverotti               | Claudio Chiaverotti               | Luca Casalanguida | Gianluca e Raul Cestaro |
| 470     | Una reversibile forma di morte | ottobre               | Barbara Baraldi                   | Barbara Baraldi                   | Nicola Mari       | Gianluca e Raul Cestaro |